# أوتفايلر
أُوتڤَآيلِر (بالألمانية: Ottweiler) هي مدينة و بلدة ألمانية تقع في ألمانيا في سارلاند. يقدر عدد سكانها بـ 15,320 نسمة .

## المدن التوأمة
مدينة فريليسيا هي مدينة توأمة لـأُوتڤَآيلِر.

## أعلام
- كريستينا بارويس
- أوتو آدم
- شارلوت بريتز